# فرهنگسرای خاوران

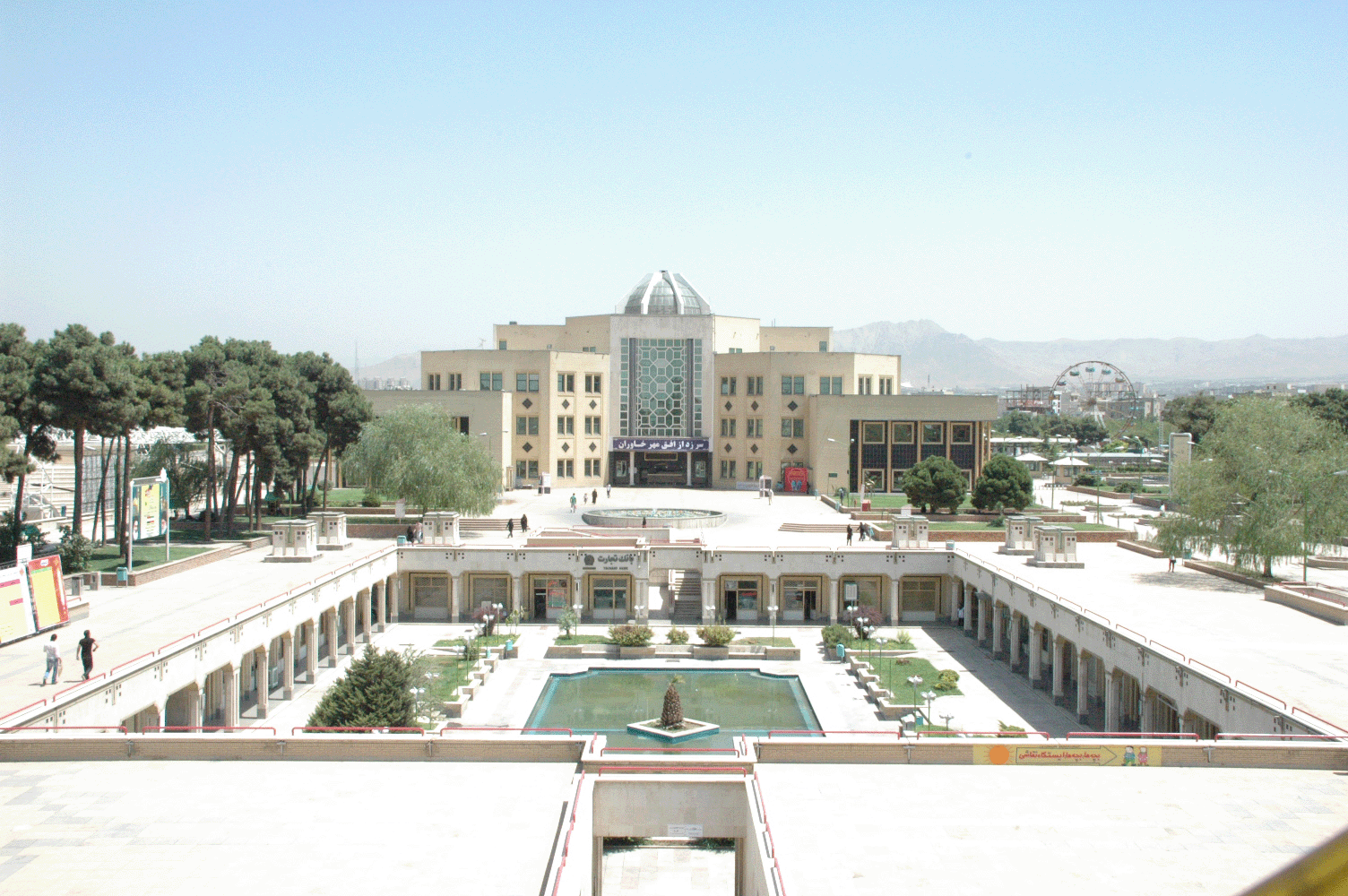
فرهنگسرای خاوران

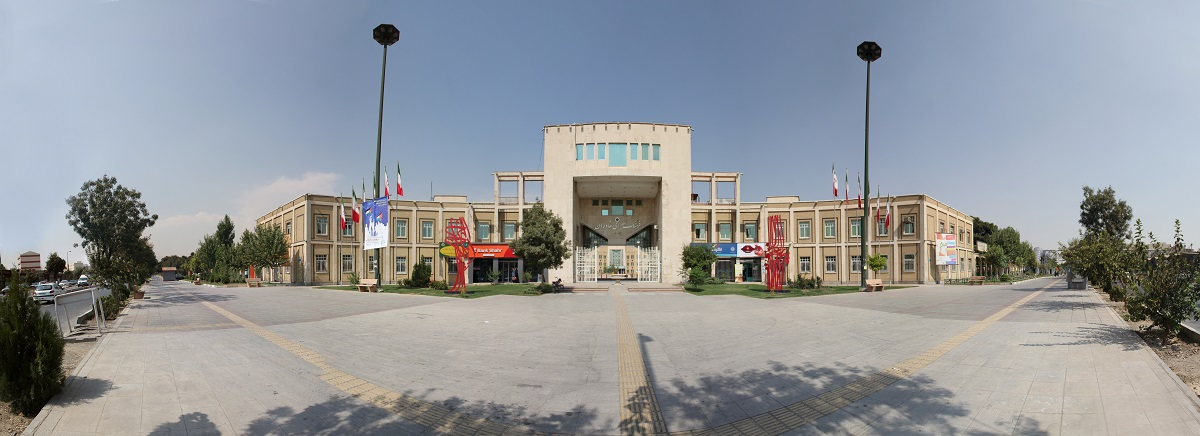

فرهنگسرای خاوران یکی از فرهنگسراهای تهران (منطقه ۱۵) است و از مراکز فرهنگی شرق تهران محسوب می‌شود که در چهار بخش ساختمان اداری، بازارچه فرهنگ و هنر (به صورت روباز در وسط محوطه) و ساختمان مرکزی ساخته شده و در خیابان خاوران، سه راه هاشم‌آباد قرار دارد. این مجموعه در مجاورت آرامستان یهودیان (بهشتیه خاوران) و پردیس تئاتر تهران قرار دارد.

## پیشینه
نخستین گام برای احداث فرهنگسرای خاوران در سال ۱۳۶۹ برداشته شد. بدین منظور آرامستان بهاییان تهران (گلستان جاوید) که پس از انقلاب ۱۳۵۷، فعالیت آن کاهش یافته و به نوعی متوقف شده بود، به صورت غیرقانونی تصرف شد و با استفاده از ماشین‌ها و بولدوزرهای سنگین، تخریب شد و نبش قبر گسترده و جابجایی صدها پیکر به صورت گروهی به مکان‌های نامعلوم صورت گرفت که زمینهٔ تصاحب این مکان را فراهم آورد.
این مجموعه از یازدهم تیر ۱۳۷۲ آغاز به کار کرد.
با تغییر مدیریت در مجموعهٔ فرهنگسرای خاوران در سال‌های اخیر (از سال ۱۳۹۸) بخش‌های زیادی از این مجموعه مورد بهره‌برداری مجدد قرارگرفته است. قسمت‌هایی نظیر پیست کارتینگ، احداث مرکز تفریحی-تربیتی حیاط در فضای چای باغ سابق و نیز باشگاه‌های شمارهٔ یک، ویژهٔ بانوان، آقایان و خصوصاً کودکان و نوجوانان، باشگاه شمارهٔ دو که صرفاً برای بانوان فعالیت دارد و نیز باشگاه شمارهٔ سه که باشگاه بدن‌سازی بوده و در دو نوبت صبح ویژهٔ بانوان و نوبت عصر ویژهٔ آقایان مشغول خدمت‌رسانی می‌باشد.

## امکانات

### واحد آموزش
واحد آموزش واقع در طبقهٔ همکف ساختمان مرکزی می‌باشد که دوره‌های مختلف هنری، تجسمی، قرآنی، موسیقی، کامپیوتر، زبان، هنرهای خانگی، هنرهای دستی و ورزشی را برگزار می‌کند. دوره‌های هنری شامل سفالگری، نقاشی، خوشنویسی، تئاتر، موسیقی، عکاسی و مجسمه‌سازی از سال ۱۳۷۵ تشکیل شد. استادان مختلفی در دوره‌های آموزشی، تدریس نمودند. زبان توسط سید داود غمیلوئی، عکاسی توسط روح‌الله تفرشی، سفالگری توسط هاشم نکویی، نقاشی توسط شیما مطلبی، هنرهای نمایشی توسط محمدرضا دادوند، موسیقی توسط الیاس کهتری و مجسمه‌سازی توسط سهیلا نکومنش شروع به کار نمودند.

### کتابخانه
کتابخانهٔ خاوران در سال ۱۳۷۳ تأسیس شد. در روزهای عادی و غیرتعطیل، واحد امانت از ساعت ۸ تا ۲۰، تالار مطالعه خانم‌ها از ساعت ۸ تا ۲۱، و تالار مطالعه آقایان از ساعت ۸ تا ۲۲ فعالیت می‌کنند.

### نگارخانه
مجموعهٔ نگارخانهٔ خاوران دارای ۳ گالری و فضایی به مساحت ۷۰۰ متر مربع و با ظرفیت ۲۰۰ تابلو در رشته‌های مختلف هنری می‌باشد.

### سالن‌ها
سالن‌های این بخش شامل سالن «شهید مطهری» با ظرفیت ۳۵۰ نفر، سالن «فرهنگ» با ظرفیت ۲۰۲ نفر، سالن روباز «سوم خرداد» با ظرفیت ۳۰۰۰ نفر و سالن اجتماعات با ظرفیت ۱۰۰ نفر می‌باشد.

### خانه کودک
خانهٔ کودک شهر شکوفه‌ها در طبقهٔ ۱- قرار دارد و کودکان ۶ ماهه تا ۶ ساله را می‌پذیرد.

### بازارچه
این مجموعه روبروی ساختمان اداری و با مساحت ۴۸۰۰ مترمربع در وسط سایت مجموعه بنا گردیده که حدود ۴ متر از سطح زمین پایین‌تر قرار گرفته که به خدمات کپی و چاپ، نوشت‌افزار و هنرهای تجسمی اختصاص دارد.

### واحد مشاوره
واحدهای مشاوره در ساختمان مرکزی و اداری می‌باشد. واحد مشاورهٔ ناجا در ساختمان اداری در موضوعات مختلف به رفع مشکل و ارائه راهکار با حضور عوامل نیروی انتظامی فعالیت دارد.
و واحد مشاورهٔ فرهنگسرا از سال ۱۳۷۳ در طبقه اول ساختمان مرکزی در زمینه‌های مشاوره تحصیلی، خانواده، حقوقی، و آزمون‌های روان‌شناسی خدمات ارائه می‌دهد.

### زمین فوتبال
در ضلع شرقی زمین چمنی جهت آموزش رشته‌های ورزشی و برگزاری مسابقات محلی قرار دارد.